# 고골 보르델로

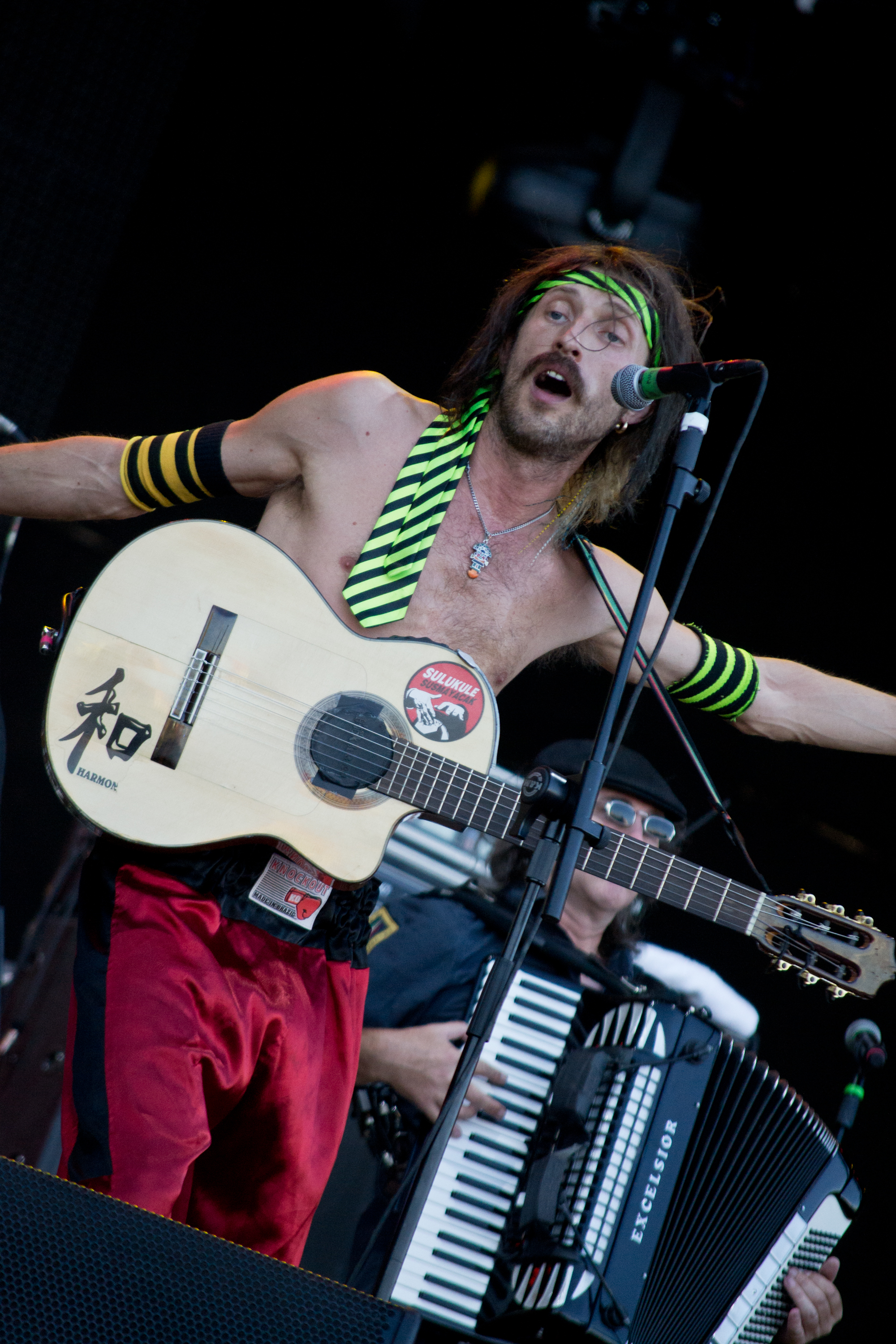
2012년 라이브 중인 유진 허츠

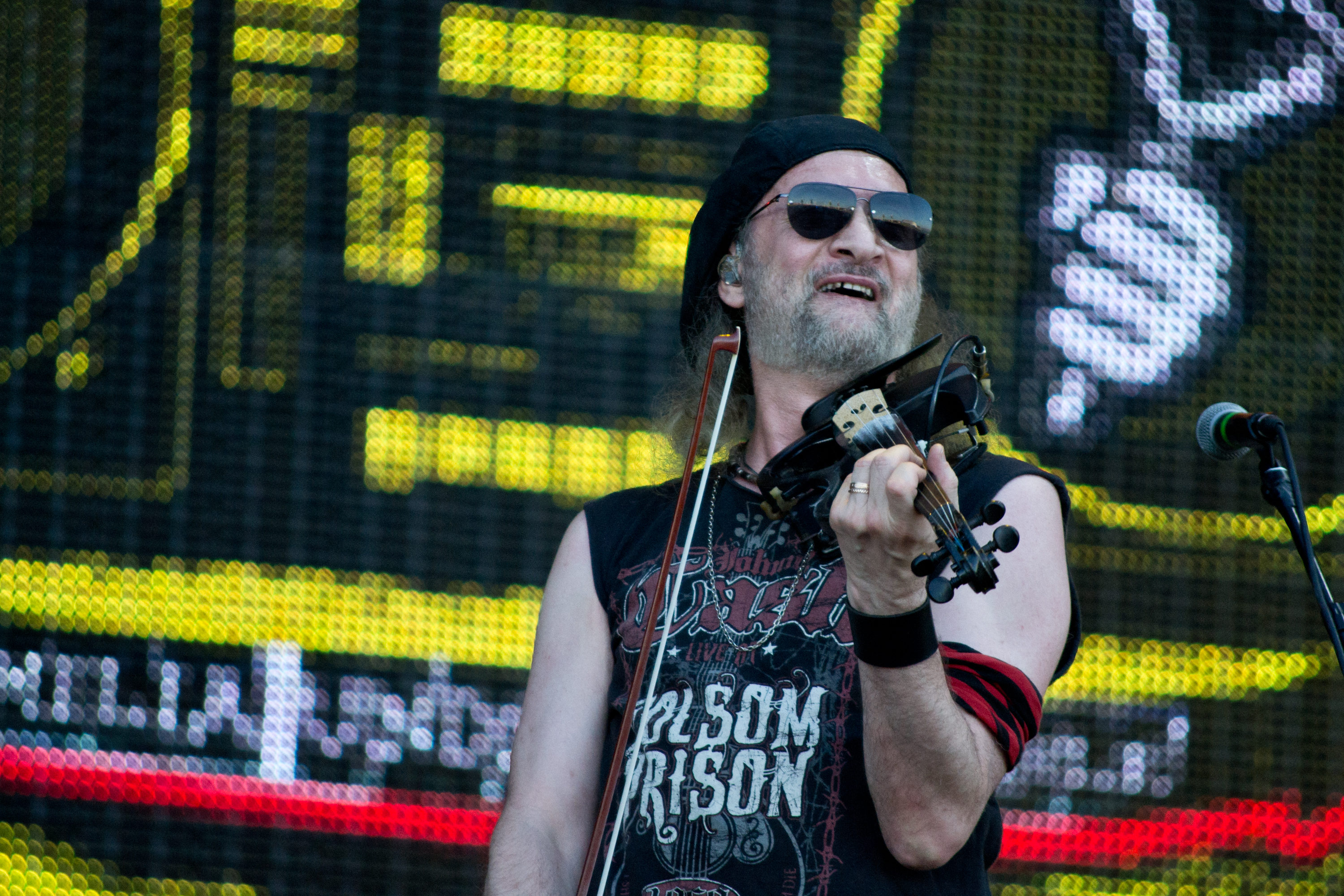
2012년 세르게이 랴프체프

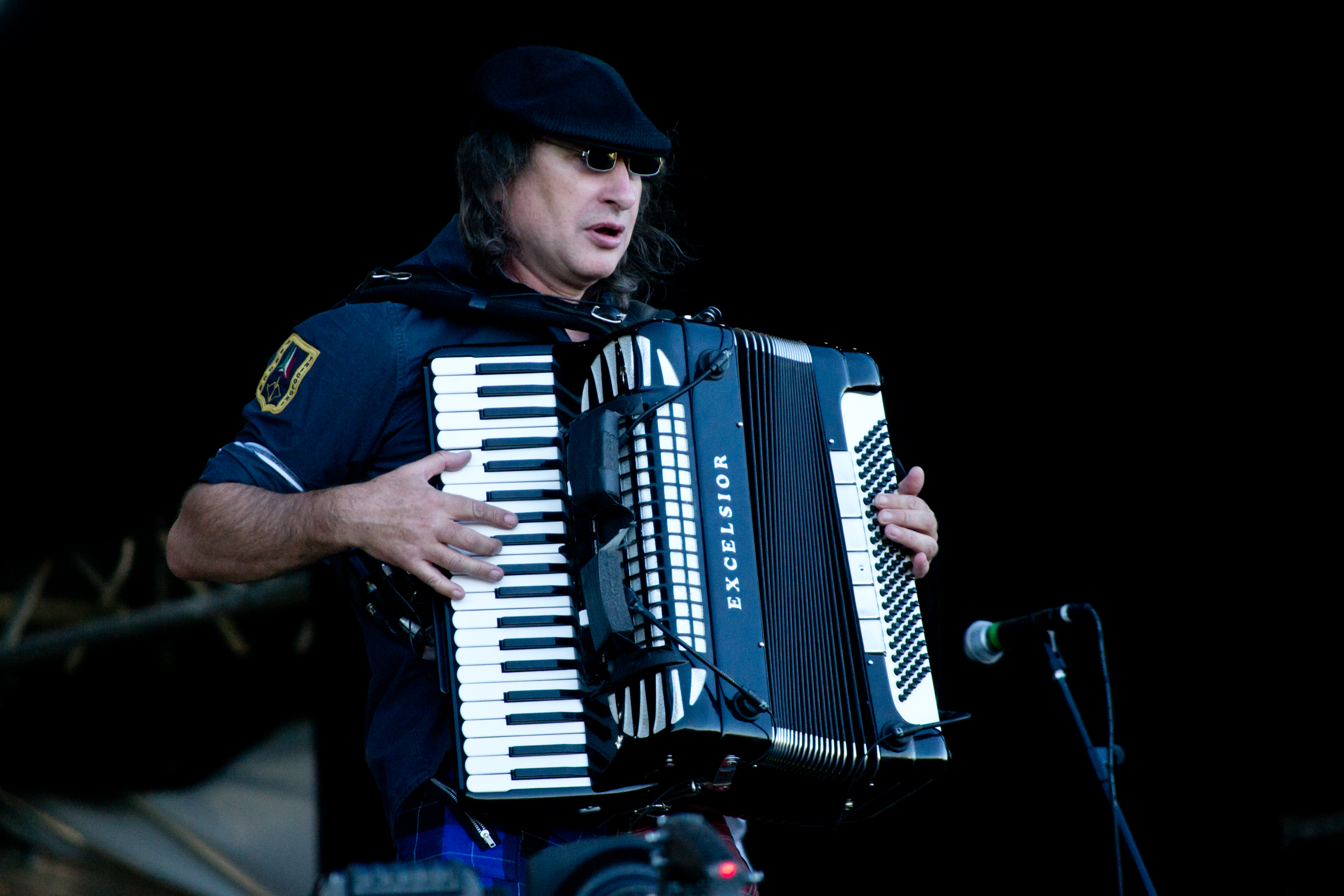
2012년 유리 레메셰프

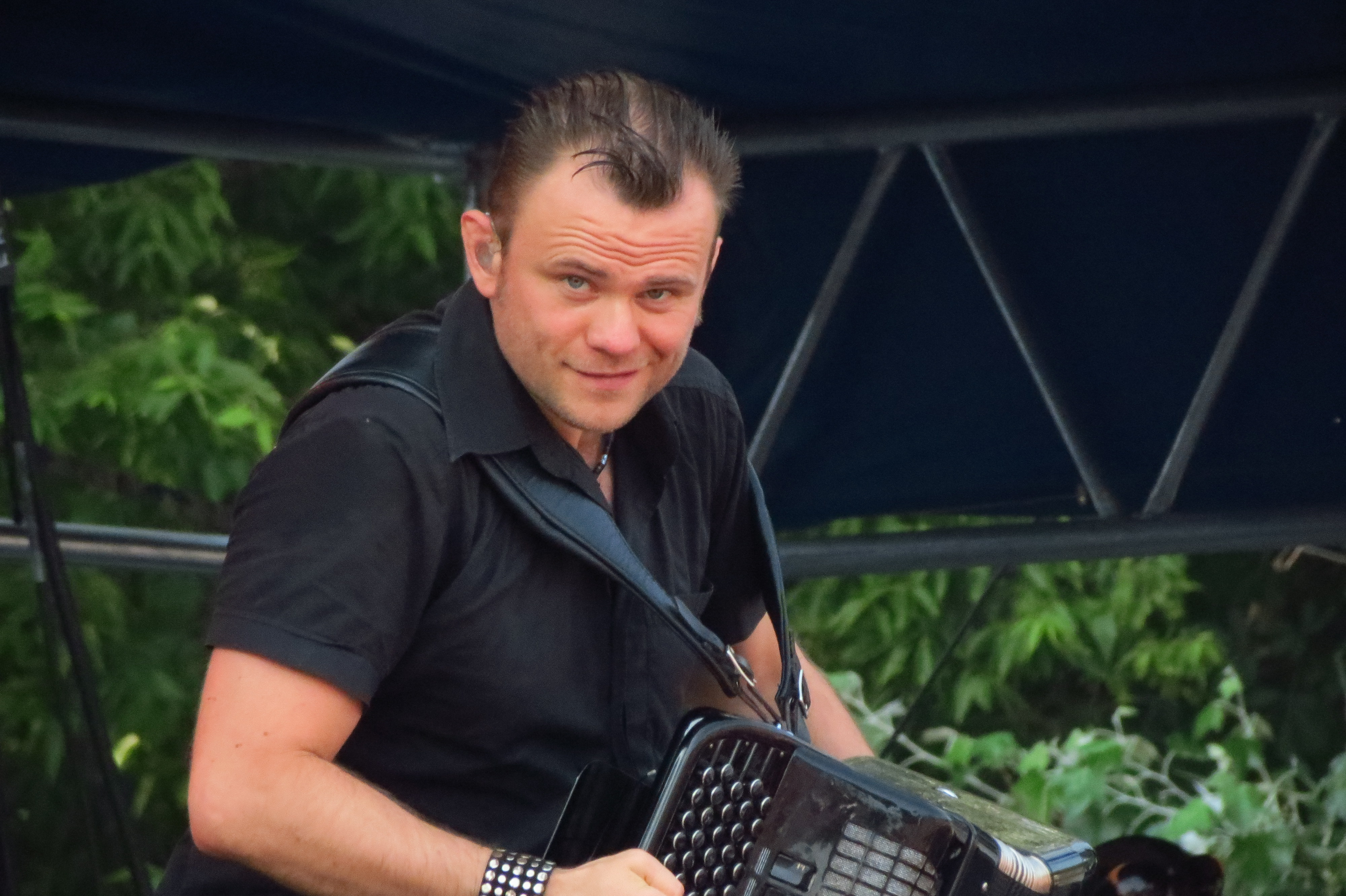
2014년 콘서트 중인 파샤 뉴머

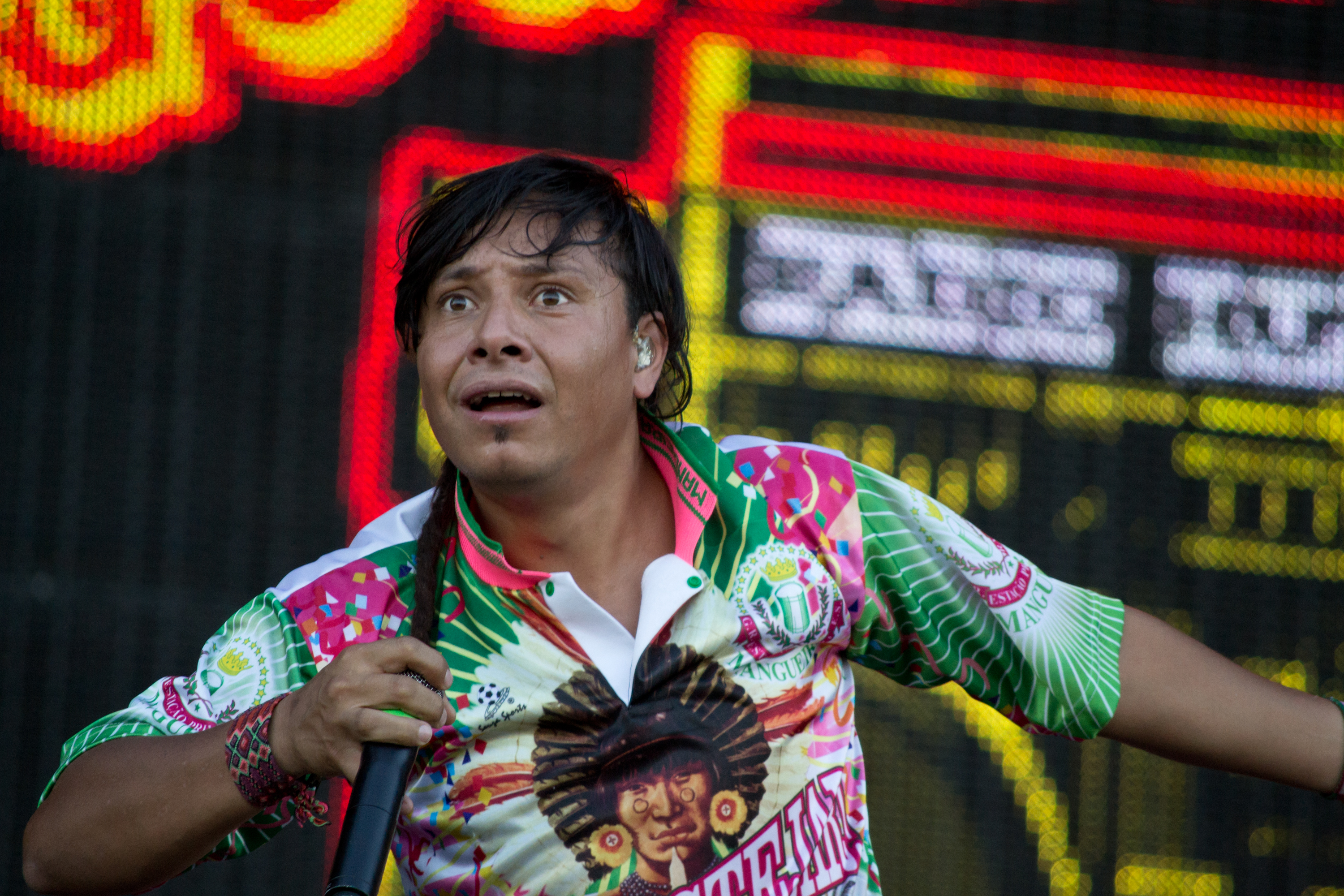
콘서트 중인 페드로 에라소

고골 보르델로(Gogol Bordello)는 1999년 맨해튼의 로어이스트사이드에서 전 세계의 음악가들이 모여 결성된 미국의 펑크 록 밴드로, 연극적인 무대 공연과 끊임없는 투어로 유명하다. 밴드 사운드의 대부분은 롬인 및 우크라이나 음악에 펑크와 덥을 혼합한 것으로, 아코디언과 바이올린 (일부 앨범에서는 색소폰)이 포함된다.
이 밴드는 여러 유명 영화에 출연했는데, 그중 가장 유명한 것은 우크라이나에서 온 편지 (2005)이다. 이 영화에서 리드 싱어 유진 허츠는 일라이저 우드와 함께 드라마 코미디/모험 이야기에 공동 주연으로 출연했으며, 이 이야기는 우크라이나의 나치 숙청에 관한 것이다. 밴드는 "성조기"와 전통적인 이디시어 노래인 "부블리치키"를 포함한 세트에서 관악단을 연주하는 모습으로 등장한다. 고골 보르델로는 영화 음악에 "Start Wearing Purple"을 기여했다. 이 밴드는 2008년 다큐멘터리 고골 보르델로 논스톱의 중심 주제이다. 이 밴드는 코카콜라의 UEFA 유로 2012 광고 캠페인을 위해 "Let's Get Crazy"를 녹음했다.

## 역사 및 영향
"고골"은 니콜라이 고골에서 따온 것으로, 그는 우크라이나 출신의 고전 작가이다. 그는 밴드의 이념적 영향력을 행사하는데, 고골 보르델로가 롬인/동유럽 음악을 영어권 세계에 "밀수"하려는 것처럼, 그는 우크라이나 문화를 러시아 사회에 "밀수"했다. 이탈리아어로 "보르델로"는 매춘굴 또는 "신사 클럽"을 의미한다. 밴드는 원래 "허츠와 버르토크 벨러"라는 이름이었지만, 유진 허츠는 "미국에서는 아무도 버르토크 벨러가 누구인지 모르기 때문에" 이름을 바꾸기로 결정했다고 말했다. 밴드는 피스데츠라는 심야 클럽에서 비공식 밴드로 첫 공연을 했고, 그곳에서 하우스 밴드가 되었고 DJ 허츠는 하우스 DJ가 되었다.
고골 보르델로의 첫 싱글은 1999년에 발매되었고, 그 이후로 6장의 정규 음반과 1장의 EP를 발매했다. 2005년 밴드는 펑크 록 레이블 사이드원더미 레코드와 계약했다. 2010년 4월 27일, 고골 보르델로는 릭 루빈의 아메리칸 레코딩스 (컬럼비아 레코드/소니 뮤직 엔터테인먼트의 자회사)에서 Transcontinental Hustle로 메이저 음반사 데뷔를 했다. 《Transcontinental Hustle》의 많은 곡들은 허츠의 브라질 이주에 영감을 받았다.
이 밴드는 유럽과 미국 전역을 광범위하게 투어했다. 그들은 국제 페스티벌에 수없이 출연했으며 프라이머스, 플로깅 몰리, 케이크와 같은 다양한 밴드와 투어했다. NPR과의 인터뷰에서 프론트맨 유진 허츠는 지미 헨드릭스와 팔리아멘트-펑카델릭을 밴드의 주요 음악적 영향으로 언급했다. 그들은 또한 마누 차오, 푸가지, 즈부키 무, 카라멜로 산토, 사샤 콜파코프, 더 클래시를 영향으로 언급했다.
그들은 2011년 보나루 뮤직 페스티벌에서 10주년 기념 공연을 했고, 한밤중에 1.5시간 동안 연주했으며 데보치카와 함께 공연했다.
고골 보르델로는 2012년에 "Let's Get Crazy"를 발매했는데, 이 신곡은 코카콜라의 UEFA 유로 2012 광고 캠페인의 일환으로, 이 캠페인은 우크라이나에서 공동 개최되었다. 이 트랙은 그들의 초기 싱글 중 하나인 "Wonderlust King"과 코카콜라 광고 징글을 샘플링했다.
2012년 전 기타리스트 오렌 캐플런은 허츠를 개인적인 피해로 고소했다.
2010년 곡 "Immigraniada"는 베이스넥타르에 의해 리믹스되었다.
2022년 러시아의 우크라이나 침공 이후, 허츠는 러시아의 침공을 규탄하는 비디오를 소셜 미디어에 공개했으며, 침공 피해자들을 위한 구호 기금 모금에 대해 계속 목소리를 냈다. 고골 보르델로는 곧이어 매진된 자선 콘서트를 발표했고, 이어서 자선 투어를 발표했다. 보르델로는 밴드 프라이머스의 레스 클레이풀과 협력하여 우크라이나 대통령 볼로디미르 젤렌스키의 용기를 칭찬하는 곡 "Man with the Iron Balls"를 만들었다. 이 트랙의 수익금은 우크라이나 국민에게 인도적 지원을 제공하는 비영리 단체인 노바 우크라이나에 기부될 예정이다.

## 영화 출연
- 2004년 – 킬 유어 아이돌스 – 허츠는 뉴욕의 "아트 펑크" 음악 장면에 대한 이 다큐멘터리에서 인터뷰했다.
- 2005년 – 우크라이나에서 온 편지 – 리에브 슈라이버의 감독 데뷔작으로 일라이저 우드가 주연을 맡았으며, 알렉산더 페르초프 역은 유진 허츠가 연기했다. 기차 장면에서는 다른 고골 보르델로 멤버들의 카메오 출연도 포함된다.
- 2006년 – 후초비나의 피리 부는 사나이 – 파블라 플라이셔가 감독한 다큐멘터리로, 그녀와 유진 허츠가 그의 뿌리를 찾기 위해 우크라이나로 떠난 로드 트립을 담고 있다.
- 2006년 – 리스트커터스 - 러브 스토리 – 미국 배우 셰이 위검이 연기한 "유진"은 유진 허츠를 부분적으로 기반으로 하며, 그의 음악 ("Through the Roof and Underground", "Occurrence on the Border", "Huliganjetta")은 영화에서 등장인물의 옛 밴드가 녹음한 곡으로 소개된다. 그가 이에 대한 크레딧을 받지 못했다는 믿음과는 달리, 영화 크레딧에는 고골 보르델로 곡들의 저작권이 명시되어 있으며, 크레딧이 올라가는 동안 유진에게 여러 번 감사 표시가 있다.
- 2008년 – 불결과 지혜 – 밴드 전체가 마돈나가 감독한 이 독립 영화에 출연했다.[12] 유진 허츠가 주인공이다. 마돈나는 또한 유진이 대본에 자신의 대사를 추가하는 것을 허락했다.
- 2008년 – 고골 보르델로 논스톱 – 마르가리타 히메노가 감독한 이 영화는 밴드의 발전을 기록했다. 이 영화는 2001년부터 2007년까지 밴드가 언더그라운드 전설에서 국제적인 명성을 얻는 과정을 따라간다.
- 2009년 – Larger Than Life in 3D – 2009년 10월 오스틴 시티 리미츠 페스티벌에서 스테레오스코픽 3D로 촬영된 고화질 디지털 라이브 콘서트 영상.[13][14]
- 2009년 – Live From Axis Mundi: 뉴욕에서 전문적으로 녹음된 라이브 콘서트 영상.
- 2011년 – Grain: 단편 영화, 'Against the Nature'가 크레딧에 등장한다.[15]
- 2013년 – 'Not a crime' 그림 시즌 2 에피소드 18 "Volcanalis". 아달린 셰이드가 롬족 캠프에 도착한다.
- 2017년 – "American Wedding" 파고 시즌 3 에피소드 2 "제한된 선택의 원칙" 엔딩 크레딧
- 2017년 – "Risky Bismuth" 더 틱 시즌 1 에피소드 10 "Trans Continental Hustle" 엔딩 크레딧
- 2018년 – "I Would Never Wanna Be Young Again" 인트로가 호텔 트란실바니아 3의 몬스터 결혼식 장면에 나온다.
- 2023년 – "Scream of My Blood: A Gogol Bordello Story"는 고골 보르델로에 대한 다큐멘터리이다.
- 2024년 – "Start Wearing Purple"과 "American Wedding"을 포함한 여러 고골 보르델로 곡들이 DC 코믹스 애니메이션 시리즈 크리처 코만도스의 첫 시즌 음악에 등장한다.[16] 밴드는 또한 "American Wedding"을 연주하는 플래시백 시퀀스에서 The Tourmaline Necklace 에피소드에 카메오로 출연했다.

## 멤버
현재 멤버

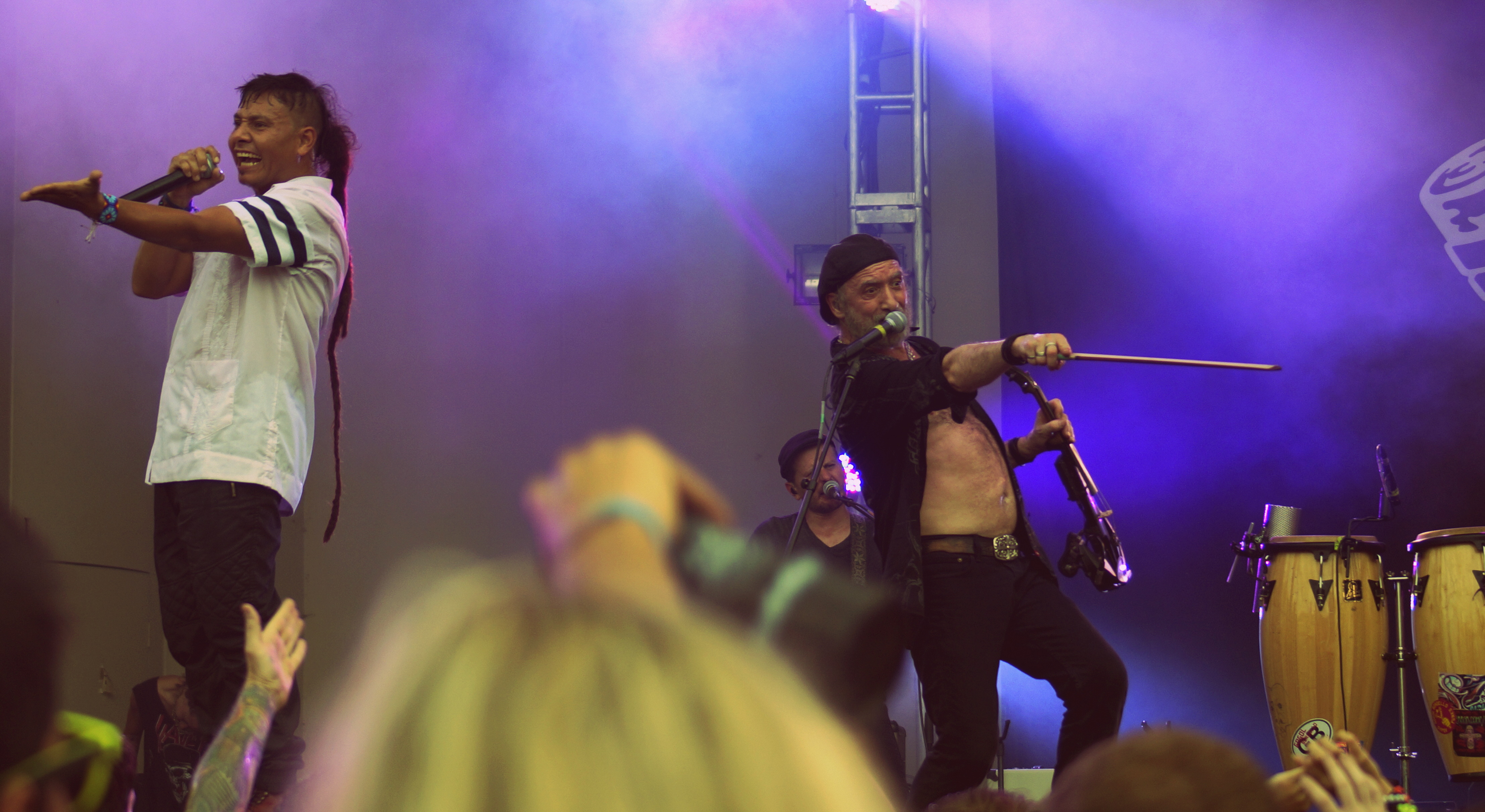
2015년 롤라팔루자에서 페드로 에라소와 세르게이 랴프체프.

- 유진 허츠 (리드 보컬, 어쿠스틱 기타, 타악기) – 우크라이나 (1999–현재)
- 세르게이 랴프체프 (바이올린, 백 보컬) – 러시아 (2000–현재)
- 페드로 에라소 (타악기, MC) – 에콰도르 (2007–현재)
- 코리 킹스턴 (드럼, 타악기) (2020–현재)
- 길 알렉산드르 (베이스, 백 보컬) – 브라질 (2021–현재)
- 에리카 만치니 (아코디언, 백 보컬) (2023–현재)
- 레오 민텍 (기타, 백 보컬) (2021–현재)

이전 멤버
- 패멀라 진타나 라신 (타악기, 백 보컬, 댄스, 일반 퍼포먼스) – 미국 (1999–2017)
- 엘리엇 퍼거슨 (드럼, 백 보컬) – 미국 (1999–2009)
- 사샤 카자츠코프 (아코디언) (1999)
- 블라드 솔로바르 (기타) (1999)
- 오렌 캐플런 (기타, 백 보컬) – 이스라엘 (2000–2012)
- 유리 레메셰프 (아코디언, 백 보컬) – 러시아 (2001–2013)
- 오리 캐플런 (색소폰, 백 보컬) – 이스라엘 (오렌 캐플런과 무관하며, 발칸 비트 박스를 타미르 무스카트와 함께 이끈다) (2001–2004)
- 캐서린 맥가피건 (타악기, 백 보컬, 댄스, 일반 퍼포먼스) – 미국 (2001, 2002, 2005)
- 수전 도널드슨 (타악기, 백 보컬, 댄스, 일반 퍼포먼스) (2002–2003)
- 안드라 우르수타 (타악기, 백 보컬, 댄스, 일반 퍼포먼스) – 루마니아 (2003–2006)
- 크리스 태터솔 (드럼, 백 보컬) – 영국 (2004)
- 엘리자베스 선 (타악기, 백 보컬, 댄스, 일반 퍼포먼스) – 중국 및 스코틀랜드 (2004–2016)
- 레아 모키아흐 (베이스, 타악기, 스튜디오에서 일렉트로닉스 및 비트 프로그래밍, 백 보컬) – 이스라엘 (2005)
- 칼 알바레스 (베이스) – 미국 (2006)
- 올리버 찰스 (드럼) – 미국 (2009–2016)
- 마이클 워드 (기타) – 미국 (2011–15)
- 파샤 뉴머 (아코디언; 백 보컬) – 벨라루스 (2013–2018)
- 제임스 워드 (아코디언) – 스코틀랜드
- 크리스티안 망기에리 (하모니카, 일반 퍼포먼스)
- 토마스 '토미 티' 고베나 (베이스, 백 보컬) (2006–2021)
- 알프레도 오티스 (드럼) (2016–2020)
- 바네사 월터스 (타악기, 백 보컬, 일반 퍼포먼스) (2016–2018)
- 애슐리 토비아스 "TOBI" (백 보컬, 댄스, 타악기, 일반 퍼포먼스) – 미국 (2017–2024)
- 보리스 펠레흐 (기타, 백 보컬) – 러시아 (2015–2024)

## 음반 목록

### 정규 앨범
- Voi-La Intruder (1999)
- Multi Kontra Culti vs. Irony (2002)
- Gypsy Punks: Underdog World Strike (2005)
- Super Taranta! (2007)
- Trans-Continental Hustle (2010)
- Моя Цыганиада (2011)
- Pura Vida Conspiracy (2013)
- Seekers and Finders (2017)
- Solidaritine (2022)

### EP
- East Infection (2005)

### 컴필레이션
- Punk Rock Strike Vol. 4 (2003)
- 2005 Warped Tour Compilation (2005)
- 2006 Warped Tour Compilation (2006)
- Gypsy Beats and Balkan Bangers (2006)
- The Rough Guide to Planet Rock (2006)
- 2007 Warped Tour Compilation (2007)